# 賈旺·伊凡斯
賈旺·伊凡斯（英語：Jawun Evans，1996年7月26日—），生於美國南卡羅來納州格林維爾，職業籃球運動員。現效力於NBA發展聯盟阿瓜卡連特快艇，場上位置為控球後衛。大學時期效力於俄克拉何马州立大学静水校区  。在2017年NBA選秀中，以第二輪第三十九順位被費城76人選中。